# ジークムント (オーストリア大公)
ジークムント（Siegmund / Sigmund）またはジギスムント（Sigismund, 1427年10月26日 - 1496年3月4日）は、インスブルック出身のハプスブルク家のオーストリア公、後にオーストリア大公（前方オーストリア（Vorderösterreich）大公）。1446年から1490年までチロル伯。父は（前方）オーストリア公フリードリヒ4世、母はブラウンシュヴァイク＝ヴォルフェンビュッテル侯フリードリヒ1世の娘アンナ。神聖ローマ皇帝フリードリヒ3世の従弟に当たる。大公位はフリードリヒ3世によって1477年に授けられた。

## 生涯
1446年、父の死により所領を相続した。幼くしてフランス王シャルル7世の長女ラドゴンドと婚約するが、婚姻に至らず死別。1449年にスコットランド王ジェームズ1世の娘エレノアと結婚したが、子供をもうけないまま1480年に死別した。1484年にザクセン公アルブレヒト3世の娘カタリーナと再婚したが、この結婚でも子供を得なかった。
浪費やバイエルン公アルブレヒト4世からの借金を返済しないなど、チロルの領民の反発を受けていたジークムントは、1490年までに領主権をフリードリヒ3世の息子マクシミリアン（後の皇帝）に譲渡した。

## 関連項目

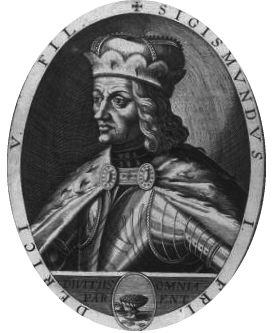
ジークムント大公（ヴォルフガング・キリアン作、1623年）
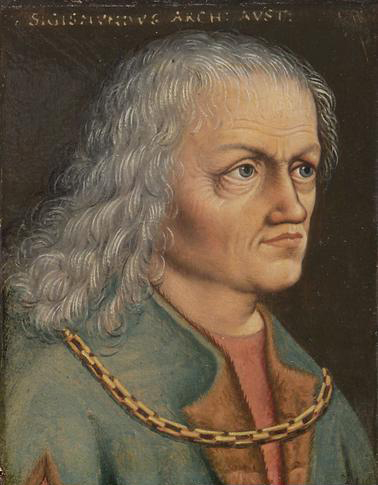
ジークムント大公
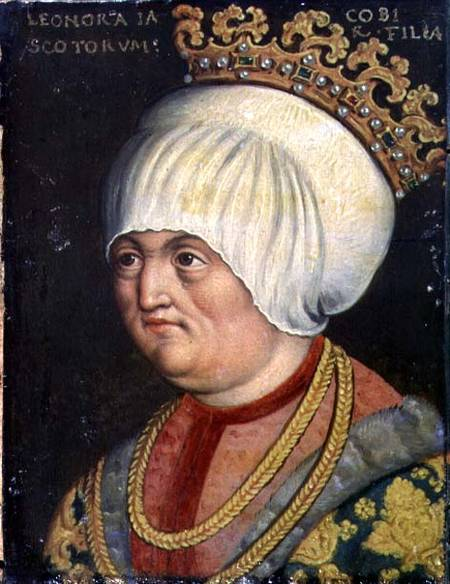
最初の妃エレノア・オブ・スコットランド
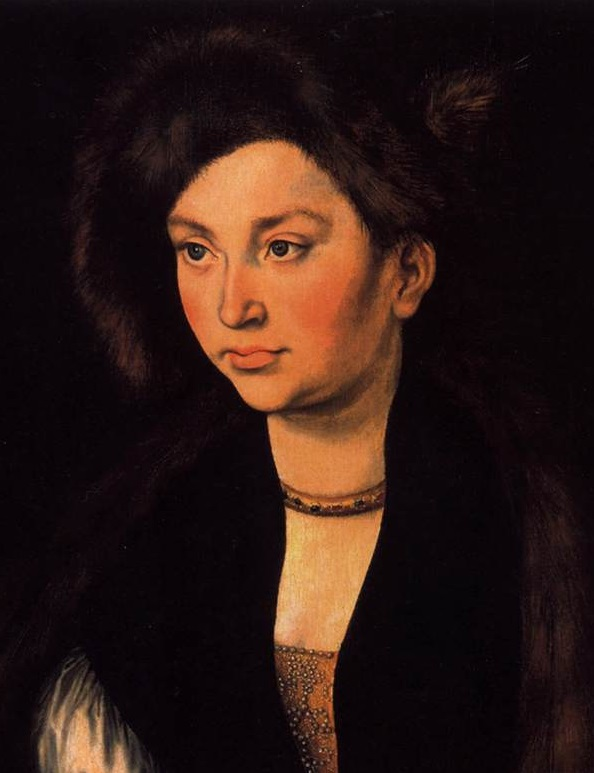
二番目の妃カタリーナ・フォン・ザクセン